# 中国驻塔吉克斯坦大使列表
本列表为中華人民共和國驻塔吉克斯坦历任大使名录。

## 历任中国驻塔吉克斯坦大使

### 中华人民共和国驻塔吉克斯坦大使（1992年至今）
1992年1月4日，中华人民共和国与塔吉克斯坦建交。
| 姓名   | 任命           | 任命           | 到任          | 递交国书       | 免职           | 免职           | 离任          | 外交衔级 | 外交职务     | 备注 |
| 姓名   | 全国人大常委会 | 主席           | 到任          | 递交国书       | 全国人大常委会 | 主席           | 离任          | 外交衔级 | 外交职务     | 备注 |
| ------ | -------------- | -------------- | ------------- | -------------- | -------------- | -------------- | ------------- | -------- | ------------ | ---- |
| 郗照明 | 1992年7月1日   | 1992年8月22日  | 1992年8月26日 | 1992年8月31日  | 1994年12月29日 | 1995年6月2日   | 1995年3月     | 大使     | 特命全权大使 |      |
| 陈忠诚 | 1994年12月29日 | 1995年6月2日   | 1995年6月     | 1995年6月19日  | 1997年12月29日 | 1998年4月2日   | 1998年3月     | 大使     | 特命全权大使 |      |
| 傅全章 | 1997年12月29日 | 1998年4月2日   | 1998年3月     | 1998年4月4日   | 2000年12月28日 | 2001年3月30日  | 2001年3月     | 大使     | 特命全权大使 |      |
| 吴虹滨 | 2000年12月28日 | 2001年3月30日  | 2001年3月     | 2001年3月19日  | 2005年4月27日  | 2005年10月27日 | 2005年9月     | 大使     | 特命全权大使 |      |
| 李惠来 | 2005年4月27日  | 2005年10月27日 | 2005年9月13日 | 2005年9月22日  | 2007年2月28日  | 2007年6月14日  | 2007年4月     | 大使     | 特命全权大使 |      |
| 左学良 | 2007年2月28日  | 2007年6月14日  | 2007年5月29日 | 2007年6月6日   | 2010年4月29日  | 2010年8月6日   | 2010年7月     | 大使     | 特命全权大使 |      |
| 范先荣 | 2010年4月29日  | 2010年8月6日   | 2010年7月31日 | 2010年8月13日  | 2015年8月29日  | 2015年12月11日 | 2015年12月    | 大使     | 特命全权大使 |      |
| 岳斌   | 2015年8月29日  | 2015年12月11日 | 2015年12月6日 | 2015年12月10日 | 2018年6月22日  | 2019年1月4日   | 2018年11月    | 大使     | 特命全权大使 |      |
| 刘彬   | 2018年6月22日  | 2019年1月4日   | 2018年12月5日 | 2019年3月15日  | 2021年8月20日  | 2022年4月29日  | 2021年9月22日 | 大使     | 特命全权大使 |      |
| 吉树民 | 2021年12月24日 | 2022年4月29日  | 2022年3月5日  | 2022年6月15日  |                | 2025年8月15日  | 2025年6月     | 大使     | 特命全权大使 |      |
| 郭志军 |                | 2025年8月15日  | 2025年7月19日 |                | 现任           |                |               | 大使     | 特命全权大使 |      |

## 外部連結
- 中华人民共和国驻塔吉克斯坦共和国大使馆（简体中文）（俄文）